# فخر فخر
فخر فخر (بالإنكليزية Fakhr Fakhr) سياسي لبناني وعسكري سابق. ولد في عنديت في قضاء عكار من عائلة مارونية. تخرّج من المدرسة الحربية في بيروت وتدرّج في السلك العسكري حتى وصل إلى رتبة عقيد في الجيش. بعد تقاعده من الجيش، ترشّح عن المقعد الماروني في منطقة عكار في الانتخابات العامة في مارس (آذار) عام 1968 وانتخب نائبا بعد أن حصل 14201 صوتا. كان في عداد الجبهة الديمقراطية البرلمانية بقيادة رشيد كرامي المناهضة لحزب الكتائب.